# Fornjot
Fornjot er den midlertidige betegnelse for en af planeten Saturns måner: Den blev opdaget den 4. maj 2005 ved hjælp af observationer som et hold astronomer fra Hawaiis Universitet under ledelse af Scott S. Sheppard havde foretaget i tiden fra 12. december 2004 til 11. marts året efter, og fik lige efter opdagelsen den midlertidige betegnelse S/2004 S 8.
Fornjot er for det meste den af de kendte Saturnmåner der færdes længst væk fra Saturn, om end den næst-yderste måne, Ymer, lejlighedsvis kommer længere væk. Fornjot har retrograd omløb, hvilket populært sagt betyder at den kredser "den gale vej" rundt om Saturn.
| Naturvidenskab | Spire Denne naturvidenskabsartikel er en spire som bør udbygges. Du er velkommen til at hjælpe Wikipedia ved at udvide den. |